# Aurora Cunha
Aurora Cunha GOIH (Guimarães, Ronfe, 31 de Maio de 1959) é uma ex-atleta profissional portuguesa . Notável atleta do Futebol Clube do Porto, clube no qual cumpriu a maior parte da sua carreira, Aurora Cunha destacou-se em provas de corta-mato, meio-fundo e fundo. Apesar de nunca ter conseguido uma medalha numa grande competição de atletismo, foi campeã mundial de estrada em três anos consecutivos — 1984, 1985 e 1986 — e venceu as maratonas de Paris (1988), Tóquio (1988), Chicago (1990) e Roterdão (1992), assim como a São Silvestre de São Paulo em 1988. Abandonou a competição em 2000, período no qual já corria como individual e sem contrato com o Futebol Clube do Porto.

## Carreira
Desde sempre uma apaixonada por desporto, Aurora Cunha cedo se destacou no atletismo. A sua carreira começou aos 15 anos de idade, no Juventude de Ronfe, clube da sua terra natal. Apesar duma breve passagem pelo Sporting, acabou por escolher o F.C.Porto, assumidamente o seu clube de coração. 
Começou a impressionar logo desde cedo, batendo os recordes nacionais das provas de 1500 metros e 3000 metros e foi portanto sem grande surpresa que Aurora Cunha se estreou numa grande competição internacional em 1982, nos Europeus de Atletismo, nos quais alcançou o 10º lugar na prova dos 3000 metros. Em 1983 melhoraria ainda o seu registo, ao conseguir um 9º lugar nos 3000 metros dos Mundiais de Helsínquia. Estes resultados serviriam como amostra do que viria a seguir, com um ano de 1984 de ouro para Aurora Cunha, com a estreia nos Jogos Olímpicos e medalha de ouro nos Campeonatos do Mundo de Estrada, a nível individual e medalha de prata a nível colectivo. Aurora Cunha conseguiria mesmo renovar o titulo de campeã do mundo de estrada, a nível individual, em 1985 e 1986, sendo esta última conseguida em Lisboa, perante 30 000 pessoas.
Nos Jogos Olímpicos de Los Angeles, Aurora Cunha conseguiu o 6º lugar nos 3000 metros, naquele que foi o seu melhor resultado de sempre na maior prova desportiva mundial. A atleta portuguesa representou ainda Portugal em mais duas participações, em Seul 1988 e Barcelona 1992, mas foi obrigada a desistir durante as respectivas Maratonas. Em Barcelona sofreu mesmo uma insolação, que seria o prenúncio do final atribulado da sua carreira desportiva.
Em 1986 a atleta nortenha esteve muito perto de ser medalhada nos Europeus de Estugarda em 1986, ao ficar num sempre ingrato 4º lugar na prova dos 10000 metros. Quatro anos mais tarde alcançaria um 9º lugar na mesma distância, desta feita nos Europeus de Split. Pelo meio, ficou em 17º lugar nos Mundiais de Roma de 1987.
Aurora Cunha registou ainda várias vitórias importantes no panorama internacional, como a Taça do Mundo de Pista, na prova dos 10000 metros em 1985, a vitória na São Silvestre de São Paulo em 1988 e principalmente as vitórias nas maratonas de Paris e Tóquio em 1988, Chicago em 1990 e Roterdão em 1992.
A nível nacional representou o Futebol Clube do Porto de 1978 a 1994 e conquistou 22 títulos nacionais, a nível individual, tendo-se sagrado 6 vezes campeã nos 1500 metros, 8 vezes campeã de 3000 metros, 4 vezes campeã de 5000 metros e 4 vezes no corta-mato.
Apoquentada por lesões (teve de ser operada 3 vezes aos tendões) e depois de ser mãe, a carreira da atleta entrou na curva descendente. 
Mesmo assim, Aurora Cunha não deixou o desporto e continua a praticá-lo como forma de se manter saudável e em boa forma física. Está sempre presente nas variadas iniciativas de promoção ao desporto, na luta por uma actividade física limpa e sem doping. Este seu papel já lhe valeu várias homenagens, ao longo dos anos.
A 9 de Junho de 2005 foi feita Grande-Oficial da Ordem do Infante D. Henrique.

## Palmarés
Campeonato do Mundo de Estrada
- 1984, Medalha de Ouro
- 1985, Medalha de Ouro
- 1986, Medalha de Ouro
- 1989, Medalha de Bronze

Taça do Mundo de Pista
- 1985, Medalha de Ouro - 10000 metros

Maratonas
- Paris, 1988
- Tóquio, 1988
- Chicago, 1990
- Roterdão, 1992

Campeonatos Nacionais
- 6 Títulos - 1500 metros
- 8 Títulos - 3000 metros
- 4 Títulos - 5000 metros
- 4 Títulos - corta-mato

Campeonato do Mundo de Estrada (Nível Colectivo)
- 1987, Medalha de Ouro
- 1990, Medalha de Ouro
- 1984, Medalha de Prata
- 1986, Medalha de Prata
- 1989, Medalha de Prata

Campeonato do Mundo de Estafetas (Nível Colectivo)
- 1992, Medalha de Ouro

Campeonato do Mundo de Corta-Mato (Nível Colectivo)
- 1990, Medalha de Bronze

Jogos Olímpicos
- Los Angeles 1984 - 3000 metros (6º lugar)
- Seul 1988 - Maratona (Desistiu)
- Barcelona 1992 - Maratona (Desistiu)

Campeonatos do Mundo
- Helsínquia 1983 - 3000 metros (9º lugar)
- Roma 1987 - 10000 metros (17º lugar)
- Tóquio 1991 - Maratona (Desistiu)

Campeonatos da Europa
- Atenas 1982 - 3000 metros (10º lugar)
- Estugarda 1986 - 10000 metros (4º lugar)
- Split 1990 - 3000 metros (Qualificações)
- Split 1990 - 10000 metros (9º lugar)

## Recordes pessoais
- 800 metros: 2.05,4 (Lisboa- 1982)
- 1500 metros: 4.09,31 (Lisboa - 1983)
- 5000 metros: 15.06,96 (Helsínquia - 1985)
- 10000 metros: 31.29,41 (Oslo - 1986)
- Maratona: 2.28.11 (Londres - 1989)